# سكوت دياموند
سكوت دياموند (بالإنجليزية: Scott Diamond)‏ مواليد 30 يوليو 1986 في غويلف،أونتاريو، هو لاعب كرة قاعدة محترف كندي، مثل فريق مينيسوتا توينز في دوري كرة القاعدة الرئيسي من 2011 إلى 2013. قبل بدء مسيرته الاحترافية لعب كرة القاعدة في جامعة بينغامتون.

## روابط خارجية
- سكوت دياموند على موقع دوري كرة القاعدة الرئيسي (الإنجليزية)
- سكوت دياموند على موقع دوري كوريا الجنوبية لكرة القاعدة (الإنجليزية)
- سكوت دياموند على موقعبيزبول رفرنس.كوم (الدوري الرئيسي) (الإنجليزية)
- سكوت دياموند على موقعبيزبول رفرنس.كوم (الدوري الثانوي) (الإنجليزية)
- سكوت دياموند على موقع إي إس بي إن.كوم (أم.أل.بي) (الإنجليزية)
- سكوت دياموند على موقع مشجعي الرسوم البيانية (الإنجليزية)